# Machaerota conicapita
Machaerota conicapita är en insektsart som beskrevs av Nie och Liang 2008. Machaerota conicapita ingår i släktet Machaerota och familjen Machaerotidae. Inga underarter finns listade i Catalogue of Life.